# King Cetshwayo
King Cetshwayo (englisch King Cetshwayo District Municipality, bis 2016 uThungulu District Municipality) ist ein Distrikt in der südafrikanischen Provinz KwaZulu-Natal. Der Sitz der Distriktverwaltung befindet sich in Richards Bay.
Der Distrikt ist nach dem König der Zulu Cetshwayo kaMpande benannt, der in diesem Gebiet wirkte. Der frühere Name uThungulu ist abgeleitet vom Amathungulu-Busch (Carissa macrocarpa (Eckl.) A.DC.), der hier entlang der Küste wächst.

## Lage
Der Distrikt befindet sich in der Mitte der Provinz KwaZulu-Natal. Seine südöstliche Flanke bildet die Küstenlinie am Indischen Ozean. Im Süden grenzt er an den Distrikt iLembe, im Westen an UMzinyathi, im Norden an Zululand und uMkhanyakude.

## Gliederung
Die Distriktgemeinde wird von folgenden Lokalgemeinden gebildet:
- City of uMhlathuze
- Mthonjaneni
- Nkandla
- uMfolozi
- uMlalazi

Mit Wirkung vom 3. August 2016 wurde die Lokalgemeinde Ntambanana aufgelöst. Ihr Territorium kam zu den Lokalgemeinden City of uMhlathuze, Mthonjaneni und uMfolozi auf.

## Demografie
Nach der Volkszählung von 2011 hatte der Distrikt 907.519 Einwohner in 202.976 Haushalten auf einem Gebiet von 8213,4 Quadratkilometern. Davon waren 94,43 % schwarz, 3,24 % weiß, 1,61 % Indischstämmige und 0,55 % Coloureds.